# Пайман, Аврил
Аврил Пайман (англ. Avril Pyman; также Аврил Пайман-Соколов, Avril Pyman-Sokolov; род. 1930, Хартлпул, Англия) — британский литературовед, переводчица; специалистка по русской литературе, в частности по А. А. Блоку.
Дочь кораблестроителя; выросла «на северо-восточном побережье Англии <…> на здоровом свежем воздухе, на чтении Джона Бухана и Р. Л. Стивенсона».
Окончила Кембриджский университет; доктор философии Кембриджского университета (1958; тема диссертации Origins of Russian Symbolism with Special Reference to D. S. Merezhkovsky (1890—1905)), также, уже защитив диссертацию в Англии, училась в аспирантуре в Ленинградском университете у известного блоковеда Д. Е. Максимова.
Многие годы преподавала в Даремском университете. В 1996 году избрана членом Британской академии.
Автор капитальной двухтомной биографии Александра Блока (вышла на английском в 1979—1980 годах; русское издание — 2005, «Ангел и камень. Жизнь Александра Блока», книга переведена и переработана самой Пайман). Также создала обзорный труд по истории русского символизма, написала биографии Павла Флоренского и Антония Сурожского (с которым была близко знакома).

## Личная жизнь
В 1963 году вступила в брак с художником Кириллом Соколовым. Супруги долгое время жили в Москве (Аврил работала переводчицей художественной литературы, не прекращая заниматься блоковедческими исследованиями), затем переехали в Англию. Дочь Irene Sokolov-Snegir. Двое внучек.

## Сочинения
- История русского символизма. М.: Республика, 1998. 413 с.
- Ангел и камень: жизнь Александра Блока: в 2 кн. М.: Наука, 2005.
- Митрополит Антоний Сурожский. Жизнь = Metropolitan Anthony of Sourozh: A Life. — Медленные книги, 2022.